# Angelo Cybo
Angelo Cybo (Genova, 1330/1340 – prima del 1º ottobre 1404) è stato un cardinale italiano.
Fu nominato cardinale della Chiesa cattolica da papa Bonifacio IX.

## Biografia
Nacque a Genova intorno alla prima metà del XIV secolo. Egli era il fratello del cardinale Leonardo Cybo.
Papa Bonifacio IX lo elevò al rango di cardinale durante il concistoro del 27 febbraio 1402.
Dalla sua creazione fino alla sua morte, il cardinale Cybo è stato cardinale diacono dei Santi Silvestro e Martino ai Monti. Morì prima del 1º ottobre 1404.